# Brest Bretagne Handball
El Brest Bretagne Handball, conocido también por sus siglas BBH, es un club de balonmano femenino de la localidad francesa de Brest. En la actualidad juega en la Liga de Francia de balonmano femenino.

## Nombres anteriores
| Nombre                   | Temporadas |
| ------------------------ | ---------- |
| HBF Arvor 29             | 2004–2009  |
| Arvor 29 - Pays de Brest | 2009–2012  |
| Brest Penn Ar Bed        | 2012–2014  |
| Brest Bretagne Handball  | 2014–      |

## Palmarés
- Liga de Francia de balonmano femenino (Ligue Butagaz Énergie)
  - Campeón (2): 2012, 2021
  - Subcampeón (5): 2011, 2017, 2018, 2022, 2023
  - 1° ex-aequo: 2019
- Copa de Francia:
  - Campeón (3): 2016, 2018, 2021
  - Subcampeón (1): 2019
- Copa de la Liga:
  - Campeón (1): 2012
  - Subcampeón (1): 2011
- Liga de Campeones de la EHF femenina (Women's EHF Champions League)
  - Finalista (1): 2021

## Plantilla

### Plantilla 2023/24
| Nr | Nac.                           | Nombre                    | Demarcación        | Fec. Nac.  | Edad | Altura | Cont. | Anterior club                    |
| -- | ------------------------------ | ------------------------- | ------------------ | ---------- | ---- | ------ | ----- | -------------------------------- |
| 02 | Bandera de Francia             | Constance Mauny           | Extremo izquierdo  | 17.12.1998 | 26   | 1,72 m | 2024  | Chambray Touraine Handball       |
| 03 | Bandera de Francia             | Alicia Toublanc           | Extremo derecho    | 03.05.1996 | 29   | 1,68 m | 2024  | Brest Bretagne Handball academia |
| 09 | Bandera de Montenegro          | Đurđina Jauković          | Laterale izquierdo | 24.02.1997 | 28   | 1,86 m | 2024  | ŽRK Budućnost                    |
| 10 | Bandera de Francia             | Coralie Lassource         | Extremo izquierdo  | 01.09.1992 | 32   | 1,70 m | 2024  | Érd NK                           |
| 12 | Bandera de Croacia             | Petra Marinović           | Portera            | 29.06.2001 | 23   | 1,80 m | 2024  | Brest Bretagne Handball academia |
| 15 | Bandera de Francia             | Juliette Faure            | Central            | 23.10.1999 | 25   | 1,64 m | 2024  | ESBF                             |
| 16 | Bandera de Francia             | Cléopâtre Darleux         | Portera            | 01.07.1989 | 35   | 1,76 m | 2024  | OGC Nice Côte d'Azur Handball    |
| 19 | Bandera de Francia             | Elisa Técher              | Laterale izquierdo | 14.10.2003 | 21   | 1,82 m | 2024  | Fleury Loiret Handball           |
| 20 | Bandera de los Países Bajos    | Merel Freriks             | Pivote             | 06.01.1998 | 27   | 1,75 m | 2024  | Borussia Dortmund Handball       |
| 21 | Bandera de Francia             | Aïssatou Kouyaté          | Lateral derecho    | 19.04.1995 | 30   | 1,83 m | 2024  | ESBF                             |
| 22 | Bandera de Francia             | Pauletta Foppa            | Pivote             | 22.12.2000 | 24   | 1,77 m | 2027  | Fleury Loiret Handball           |
| 24 | Bandera de Alemania            | Katharina Filter          | Portera            | 04.02.1999 | 26   | 1,80 m | 2025  | København Håndbold               |
| 27 | Bandera de República Checa     | Charlotte Cholevova       | Laterale izquierdo | 29.07.2002 | 22   | 1,74 m | 2025  | DHK Baník Most                   |
| 30 | Bandera de Francia             | Siobann Delaye            | Extremo derecho    | 01.06.2003 | 21   | 1,73 m | 2025  | Bourg-de-Péage Drôme Handball    |
| 42 | Bandera de Suecia              | Jenny Carlson             | Central            | 17.04.1995 | 30   | 1,72 m | 2024  | Holstebro Håndbold               |
| 55 | Bandera de Francia             | Pauline Coatanea          | Extremo derecho    | 06.07.1993 | 31   | 1,65 m | 2025  | Nantes Atlantique Handball       |
| 61 | Bandera de Rusia               | Valeriia Maslova          | Lateral derecho    | 23.01.2001 | 24   | 1,88 m | 2025  | Metz Handball                    |
| 63 | Bandera de Francia             | Eva Jarrige               | Lateral derecho    | 17.02.2000 | 25   | 1,83 m | 2025  | Brest Bretagne Handball academia |
| 75 | Bandera de Francia             | Audrey Dembele            | Laterale izquierdo | 10.03.2001 | 24   | 1,83 m | 2025  | ESBF                             |
| 86 | Bandera de España              | Alexandrina Cabal Barbosa | Laterale izquierdo | 05.05.1986 | 38   | 1,75 m | 2024  | Balonmano Morvedre               |
| 91 | Bandera de Macedonia del Norte | Iva Mladenovska           | Lateral derecho    | 14.01.2007 | 18   | 1,81 m | 2027  | ŽRK Metalurg                     |
| 97 | Bandera de Francia             | Julie Foggea              | Portera            | 28.08.1990 | 34   | 1,81 m | 2024  | CS Rapid Bucarest                |

### Anteriores plantillas
| \| \| Porteras - 1 Agathe Quiniou - 12 Laurie Carretero - 16 Cleopatre Darleux - 89 Sandra Toft Extremos izquierdos - 2 Constance Mauny - 10 Coralie Lassource Extremos derechos - 3 Alicia Toublanc - 55 Pauline Coatanea Pivotes - 5 Gaelle Le Hir - 20 Slađana Pop-Lazić - 22 Pauletta Foppa \| Laterales izquierdos - 15 Kalidiatou Niakaté - 99 Marta Mangué Centrales - 4 Amandine Tissier - 9 Isabelle Gulldén - 13 Ewgenija Minevskaja Laterales derechos - 6 Ana Gros - 8 Monika Kobylińska \| | | |
| | Porteras - 1 Agathe Quiniou - 12 Laurie Carretero - 16 Cleopatre Darleux - 89 Sandra Toft Extremos izquierdos - 2 Constance Mauny - 10 Coralie Lassource Extremos derechos - 3 Alicia Toublanc - 55 Pauline Coatanea Pivotes - 5 Gaelle Le Hir - 20 Slađana Pop-Lazić - 22 Pauletta Foppa | Laterales izquierdos - 15 Kalidiatou Niakaté - 99 Marta Mangué Centrales - 4 Amandine Tissier - 9 Isabelle Gulldén - 13 Ewgenija Minevskaja Laterales derechos - 6 Ana Gros - 8 Monika Kobylińska |

## Personal
| N° | Entrenador          | Temporadas     |
| 1  | Pierre-Yves Bouchon | 2004 – 2006    |
| 2  | Thierry Guégan      | 2006 – 2009    |
| 3  | Laurent Bezeau      | 2009 – 2012    |
| 4  | Damien Nédélec      | 2012 – 01/2013 |
| 5  | Cathy Colleter      | 01/2013 – 2013 |
| 6  | Laurent Bezeau      | 2013 – 2021    |
| 7  | Pablo Morel         | 2021 –0000     |

| N° | Presidente                     | Temporadas  |
| 1  | Georges Martin                 | 2004 – 2006 |
| 2  | Philippe Manach                | 2006 – 2011 |
| 3  | Fabrice Thomas                 | 2011 – 2012 |
| 4  | Gérard Le Saint Denis Le Saint | 2012 –      |

## Indumentaria
| Temporadas               | Proveedor | Fuente      |
| ------------------------ | --------- | ----------- |
| ? – 2011/2012 (Arvor 29) | Macron    |             |
| 2012/2013 – 2019/2020    | Hummel    | [ 2 ]       |
| 2020/2021 – 2026/2027    | CRAFT     | [ 3 ] [ 4 ] |

## Anteriores notables jugadoras
- Helene Fauske
- Ana Gros
- Alexandra Lacrabère
- Monika Kobylińska
- Marta Mangué
- Slađana Pop-Lazić
- Jovana Stoiljković
- Sandra Toft